# Serie A1 1987-1988 (rugby a 15)
La serie A1 1987-88 fu il 58º campionato nazionale italiano di rugby a 15 di prima divisione.
Si tenne dal 13 settembre 1987 al 28 maggio 1988 tra 12 squadre e fu il torneo che inaugurò l'era play-off, con una stagione regolare che serviva a designare l'ordine di accoppiamento dei turni degli eventuali quarti di finale, e a seguire semifinali e poi finale in gara unica; fu introdotta anche, con l'istituzione della serie A2 l'anno precedente, la possibilità per le prime due classificate di tale categoria di accedere al primo turno di playoff per lo scudetto.
Si laureò campione d'Italia il Rovigo, che si aggiudicò in tal modo lo scudetto della Stella avendo vinto il suo 10º titolo nazionale, al termine di una finale disputatasi allo Stadio Flaminio di Roma che vedeva gli altri finalisti del Benetton condurre 7-3 a due minuti dalla fine grazie a una meta e a un piazzato di Stefano Bettarello; la meta del rodigino Ravanelli, poi trasformata dal sudafricano Naas Botha, ribaltò il risultato e diede alla formazione rossoblu la vittoria nella prima finale di campionato in gara unica del dopoguerra.
A retrocedere furono il Parma, per la seconda volta nella sua storia, e l'Amatori Catania, dopo alcuni campionati culminati con un terzo posto di qualche stagione prima.
Ad assistere alla finale di Roma furono presenti circa 9 000 spettatori.

## Squadre partecipanti e sponsor
- Amatori Catania
- Amatori Milano
- L’Aquila (Scavolini)
- Benetton
- Brescia (Serigamma)
- Casale (Eurobags)

- CUS Roma (Solaria)
- Lyons (Gelcapello)
- Parma
- Petrarca
- Rovigo (Colli Euganei)
- San Donà (Fracasso)

## Formula

La meta di Ravanelli al 78' della finale, che diede lo scudetto al Rovigo.

Ai playoff accedettero 8 squadre, le prime sei classificate di A1 e le prime due di A2, le quali, nel ranking dei quarti di finale, vennero immediatamente dopo le sei prime classificate; alla squadra con la posizione più alta in classifica fu assegnata quella con il ranking più basso, quindi le prime due di A1 avrebbero avuto in accoppiamento ai quarti rispettivamente la seconda e la prima di A2; a seguire, la terza di A1 contro la sesta, e la quarta contro la quinta.
Gli accoppiamenti dei quarti e delle semifinali furono al meglio delle tre gare, con la prima (e la eventuale terza) in casa della squadra meglio classificata durante la stagione regolare.
La finale fu invece disputata in gara unica, con eventuali tempi supplementari in caso di parità.
La vincitrice della finale era campione d'Italia; le ultime due squadre classificate durante la stagione regolare retrocedevano in serie A2.

## Stagione regolare

### Risultati
|       | 1ª/12ª giornata            |       |
| ----- | -------------------------- | ----- |
| 11-9  | Petrarca - San Donà        | 12-7  |
| 26-12 | Rovigo - Brescia           | 16-16 |
| 18-13 | Casale - Amatori Milano    | 20-21 |
| 10-11 | Parma - L'Aquila           | 12-51 |
| 6-41  | Lyons - Benetton Treviso   | 9-32  |
| 3-16  | Amatori Catania - CUS Roma | 10-20 |
|       |                            |       |

|       | 4ª/15ª giornata           |       |
| ----- | ------------------------- | ----- |
| 17-24 | Benetton Treviso - Rovigo | 13-24 |
| 12-13 | San Donà - Amatori Milano | 9-13  |
| 15-13 | Lyons - Amatori Catania   | 15-3  |
| 21-30 | CUS Roma - Parma          | 6-35  |
| 20-12 | Brescia - Casale          | 18-19 |
| 27-15 | L'Aquila - Petrarca       | 3-18  |
|       |                           |       |

|       | 7ª/18ª giornata           |       |
| ----- | ------------------------- | ----- |
| 9-0   | Petrarca - Parma          | 19-15 |
| 25-15 | Rovigo - Amatori Catania  | 27-9  |
| 4-9   | Casale - Benetton Treviso | 20-36 |
| 18-22 | San Donà - Brescia        | 16-20 |
| 38-18 | Amatori Milano - Lyons    | 17-15 |
| 3-21  | CUS Roma - L'Aquila       | 0-94  |
|       |                           |       |

|       | 10ª/21ª giornata            |       |
| ----- | --------------------------- | ----- |
| 6-6   | Petrarca - Casale           | 20-25 |
| 9-28  | Benetton Treviso - L'Aquila | 20-24 |
| 78-11 | Rovigo - CUS Roma           | 36-9  |
| 20-13 | Parma - Amatori Milano      | 3-6   |
| 19-13 | Lyons - San Donà            | 9-29  |
| 9-10  | Amatori Catania - Brescia   | 15-28 |

|       | 2ª/13ª giornata            |       |
| ----- | -------------------------- | ----- |
| 9-17  | Brescia - Lyons            | 22-25 |
| 23-9  | L'Aquila - Amatori Catania | 32-6  |
| 22-16 | Amatori Milano - Petrarca  | 16-15 |
| 22-14 | CUS Roma - Casale          | 13-10 |
| 21-10 | Benetton Treviso - Parma   | 18-16 |
| 16-35 | San Donà - Rovigo          | 6-58  |
|       |                            |       |

|       | 5ª/16ª giornata             |       |
| ----- | --------------------------- | ----- |
| 16-14 | Petrarca - Benetton Treviso | 22-27 |
| 22-0  | Rovigo - Lyons              | 27-7  |
| 6-15  | Casale - L'Aquila           | 11-24 |
| 25-10 | San Donà - CUS Roma         | 12-10 |
| 15-12 | Parma - Amatori Catania     | 46-0  |
| 16-6  | Amatori Milano - Brescia    | 8-14  |
|       |                             |       |

|       | 8ª/19ª giornata                  |       |
| ----- | -------------------------------- | ----- |
| 28-17 | Benetton Treviso - CUS Roma      | 31-16 |
| 21-12 | Rovigo - Petrarca                | 12-16 |
| 15-25 | Parma - San Donà                 | 12-41 |
| 16-12 | Lyons - Casale                   | 0-17  |
| 28-13 | Amatori Catania - Amatori Milano | 6-24  |
| 9-16  | L'Aquila - Brescia               | 16-12 |
|       |                                  |       |

|       | 11ª/22ª giornata                  |       |
| ----- | --------------------------------- | ----- |
| 0-6   | Casale - Rovigo                   | 10-27 |
| 35-3  | San Donà - Amatori Catania        | 38-9  |
| 3-3   | Amatori Milano - Benetton Treviso | 17-37 |
| 26-23 | CUS Roma - Petrarca               | 3-31  |
| 30-18 | Brescia - Parma                   | 11-38 |
| 21-12 | L'Aquila - Lyons                  | 10-12 |

|       | 3ª/14ª giornata                    |       |
| ----- | ---------------------------------- | ----- |
| 12-16 | Petrarca - Brescia                 | 40-10 |
| 31-3  | Rovigo - L'Aquila                  | 21-23 |
| 19-13 | Casale - San Donà                  | 17-18 |
| 28-12 | Parma - Lyons                      | 9-19  |
| 12-29 | Amatori Milano - CUS Roma          | 11-10 |
| 7-31  | Amatori Catania - Benetton Treviso | 6-29  |
|       |                                    |       |

|       | 6ª/17ª giornata             |       |
| ----- | --------------------------- | ----- |
| 21-15 | Benetton Treviso - San Donà | 10-16 |
| 7-23  | Parma - Rovigo              | 17-20 |
| 9-12  | Brescia - CUS Roma          | 13-16 |
| 45-15 | L'Aquila - Amatori Milano   | 25-12 |
| 9-21  | Lyons - Petrarca            | 3-36  |
| 10-23 | Amatori Catania - Casale    | 6-32  |
|       |                             |       |

|       | 9ª/20ª giornata            |       |
| ----- | -------------------------- | ----- |
| sosp. | Petrarca - Amatori Catania | 18-13 |
| 12-13 | Casale - Parma             | 16-7  |
| 21-20 | San Donà - L'Aquila        | 18-53 |
| 12-52 | Amatori Milano - Rovigo    | 15-22 |
| 16-23 | CUS Roma - Lyons           | 21-16 |
| 19-12 | Brescia - Benetton Treviso | 6-40  |

### Classifica
|               |     | Squadra         | G  | V  | N | P  | PF  | PS  | Pt |
| ------------- | --- | --------------- | -- | -- | - | -- | --- | --- | -- |
|               | 1.  | Rovigo          | 22 | 19 | 1 | 2  | 633 | 246 | 39 |
|               | 2.  | L’Aquila        | 22 | 17 | 0 | 5  | 578 | 289 | 34 |
|               | 3.  | Benetton        | 22 | 14 | 1 | 7  | 501 | 325 | 29 |
|               | 4.  | Petrarca        | 22 | 12 | 1 | 9  | 394 | 290 | 24 |
|               | 5.  | Amatori Milano  | 22 | 11 | 1 | 10 | 330 | 423 | 23 |
|               | 6.  | Brescia         | 22 | 10 | 1 | 11 | 339 | 410 | 21 |
|               | 7.  | San Donà        | 22 | 10 | 0 | 12 | 412 | 411 | 20 |
|               | 8.  | Lyons           | 22 | 9  | 0 | 13 | 277 | 457 | 18 |
|               | 9.  | CUS Roma        | 22 | 9  | 0 | 13 | 307 | 567 | 18 |
|               | 10. | Casale          | 22 | 8  | 1 | 13 | 323 | 333 | 17 |
| Retrocessione | 11. | Parma           | 22 | 8  | 0 | 14 | 376 | 396 | 16 |
| Retrocessione | 12. | Amatori Catania | 22 | 1  | 0 | 21 | 198 | 521 | 0  |

## Play-off
|  | Quarti di finale | Quarti di finale | Quarti di finale | Quarti di finale | Quarti di finale |  |  | Semifinali | Semifinali | Semifinali | Semifinali | Semifinali |  |  | Finale | Finale | Finale |  |
|  |                  |                  |                  |                  |                  |  |  |            |            |            |            |            |  |  |        |        |        |  |
|  | 1A1              | Rovigo           | Rovigo           | 90               | 16               |  |  |            |            |            |            |            |  |  |        |        |        |  |
|  | 2A2              | Noceto           | Noceto           | 0                | 6                |  |  | Rovigo     | Rovigo     | 9          | 13         | 21         |  |  |        |        |        |  |
|  | 4A1              | Petrarca         | Petrarca         | 30               | 27               |  |  | Petrarca   | Petrarca   | 20         | 10         | 10         |  |  |        |        |        |  |
|  | 5A1              | Amatori Milano   | Amatori Milano   | 0                | 10               |  |  |            |            |            |            |            |  |  | Rovigo | Rovigo | 9      |  |
|  | 2A1              | L’Aquila         | L’Aquila         | 17               | 12               |  |  |            |            | Benetton   | Benetton   | 7          |  |  |        |        |        |  |
|  | 1A2              | Calvisano        | Calvisano        | 9                | 9                |  |  | L’Aquila   | L’Aquila   | L’Aquila   | 6          | 17         |  |  |        |        |        |  |
|  | 3A1              | Benetton         | Benetton         | 35               | 45               |  |  | Benetton   | Benetton   | Benetton   | 18         | 28         |  |  |        |        |        |  |
|  | 6A1              | Brescia          | Brescia          | 6                | 0                |  |  |            |            |            |            |            |  |  |        |        |        |  |

### Finale
| Arbitro: | Campanile (Livorno) |

| |              | |
| Ravanelli 78’ | mt           | 37’ S. Bettarello |
| Botha 78’ | tr           | |
| Botha 16’ | c.p.         | 21’ S. Bettarello |
| · Brunello · Osti · Bordon · Ravanelli · Venturi · Botha · M. Visentin · Smal · Pi. Reale · Brizzante · Prearo · Moscardi · Lupini · Bombonato · 41’ Baratella | Formazioni   | · Zavan 20’ · Colusso · Green · Zorzi · Ceselin · Collodo · Casellato · Zanon · Russo · Dolfato · Annibal · Visser · Trevisiol · Grespan · G. Rossi |
| · 41’ Quaglio | Sostituzioni | · S. Bettarello 20’ |
| Nelie Smith | Allenatori   | André Buonomo |

## Verdetti
- Rovigo: campione d'Italia.
- San Donà, CUS Roma, Lyons, Casale: agli spareggi promozione/retrocessione contro le classificate dal 3º al 6º posto di serie A2 1987-88
- Parma, Amatori Catania : retrocesse in serie A2 1988-89